# Премия Шеннона
Премия Шеннона (англ. Claude E. Shannon Award) — награда, присуждаемая ежегодно Группой теории информации IEEE за исключительный вклад в теорию информации. Награда была учреждена в 1972 году и названа в честь Клода Шеннона. Лауреат должен произнести речь на IEEE International Symposium on Information Theory. Она является самой престижной премией в области теории информации, охватывающей множество современных наук.

## Награждённые учёные
Список лауреатов
- 1972:   Клод Шеннон
- 1974:  Дэвид Слепян[англ.]
- 1976: Роберт Фано
- 1977: Питер Элиас[англ.]
- 1978: Марк Пинскер
- 1979: Якоб Вольфовиц[англ.]
- 1981:  Уильям Питерсон[англ.]
- 1982: Ирвинг Рид[англ.]
- 1983: Роберт Галлагер
- 1985:  Соломон Голомб
- 1986: Уильям Лукас Рут[англ.]
- 1988:  Джеймс Мэсси
- 1990: Томас Ковер[англ.]
- 1991:    Эндрю Витерби
- 1993: Элвин Берлекемп
- 1994: Аарон Уэйнер[англ.]
- 1995:  Форни, Дэвид[англ.]
- 1996: Чисар, Имре
- 1997: Зив, Якоб
- 1998: Слоан, Нил
- 1999: Касами, Тадао[англ.]
- 2000:  Кайлат, Томас
- 2001: Вольф, Джек Кейл[англ.]
- 2002: Бергер, Тоби[англ.]
- 2003: Велч, Ллойд[англ.]
- 2004:  Роберт Макэлис[англ.]
- 2005:  Блейхут, Ричард[англ.]
- 2006: Рудольф Алсведе[англ.]
- 2007: Серхио, Верду[англ.]
- 2008: Роберт Грей[англ.]
- 2009: Йорма Риссанен
- 2010: Те Сун Хан[англ.]
- 2011: Шамай, Шломо[англ.]
- 2012: Аббас Эль-Гамаль[англ.][3]
- 2013: Каталин Мартон[англ.]
- 2014: Янош Кёрнер[нем.]
- 2015: Роберт Калдербанк
- 2016: Александр Холево[1]
- 2017: Дэвид Се[нем.]
- 2018: Gottfried Ungerboeck[англ.]
- 2019: Erdal Arıkan[англ.]
- 2020: Чарльз Беннетт
- 2021: Alon Orlitsky[англ.]
- 2025: Питер Шор